# 麓湖御景
23°08′41″N 113°16′47″E / 23.1447°N 113.2796°E
麓湖御景，原名麓景台，是位於中國廣東省廣州市越秀區麓苑路39號的住宅小區，由三棟32層的大樓組成，總建築面積8萬餘平方米。於1995年动工兴建，因開發商跑路於2000年停工。2008年，業主通過“籌資自救”方式解決大樓的債務問題並復工，這是中國大陸首次以這種方式解決建築爛尾問題。

## 歷史沿革

### 規劃與興建
1995年，广州市辉煌房地产发展有限公司开始兴建麓景台。1996年，开发商获得了商品房预售许可证，并对外公开发售麓景台項目。項目总共有3幢32层的住宅楼，总建筑面积8万多平方米，一共有760套商品房。

### 開發商跑路
1998年，开发商收到业主的买房款和银行贷款后，停止對麓景台的後續建設，當時麓景台已封頂、大樓外立面也完工。开发商在跑路之前把麓景台的全部可出售面积通过预售或以房抵债的方式处理完毕。由于當時廣州的房地產市場監管比較鬆，沒有专户监控、定向使用開發商的購房款。开发商挪用业主预支的购房款，造成麓景台项目烂尾。
2002年，原属开发商的部分物业也在由法院判给了业主，全部麓景台可售房产已属全体业主所有。同時，法院查明，开发商广州市辉煌房地产发展有限公司因债务累累早已停业，且下落不明。

### 資產包轉讓
烂尾后的麓景台的房子一部分抵押给银行，一部分卖给某些单位作为房改房，一部分是卖给个人。原辉煌房地产欠下了中國建設銀行的的大笔资金，建設銀行為麓景台的最大债权人。經法院处置後，建設銀行获得了麓景台项目最大部分的物业产权，约占总产权的20%以上。
2004年，由於中國建設銀行為上市而資產重組，建設銀行將麓景台在內的不良資產打包轉讓予摩根士丹利。
在此期間，麓景台由於荒廢，第一幢楼的首层300多平方米的空被用作废品收购站，而有的包工頭因為開發商欠工程款而居住於此，也有外來工居住於此。

### 集資與建設
建設銀行轉讓資產包的消息公佈後，广州多个公司想介入“救活”麓景台。但麓景台的业权关系复杂，涉及到众多小业主、多家购房单位和多家银行，且业主分散。所以此次介入以失敗告終。
2007年6月，广州中源投资有限公司支出2億餘人民幣从摩根士丹利購得麓景台最大的一块资产，共18000多平方米，约180套房子。中源公司成为麓景台最大的业主。中源公司提出“业主自救”方案，即业主联合请开发商復建烂尾楼，所需费用由业主按建筑面积平摊支出。2008年，中源公司通过收购、受权委托等方式，獲得約6萬平方米的物業處理權。在徵得大部分業主同意下，中源公司於2008年開啟了续建工程，重铺外墙，通水通电，房屋也陸續建設完成。
2009年2月24日，麓景台首批房產證發放予業主，而舊業主按2600人民幣/平方米補繳續建費用亦可辦理。

### 物管權糾紛
2009年，中源公司聘请广州市逸帆物业管理有限公司进驻小区进行管理。
2016年11月，業主裝修、搬家時物管索取的費用令部分業主不滿，小区业委会和逸帆物業就月保费问题产生争议。有业委会人员被物管停电、停门禁卡、锁车，也有业主被物管人員推倒受伤送院。
2017年5月15日，由於業主對逸帆物業服務不滿意，向廣州市多家物業管理機構發送投标邀请函。6月15日，广州万科物业收到业委会发出的中标通知书并于6月30日与广州市越秀区华乐街麓湖御景小区业主委员会签订《物业服务合同》。6月30日，小区业委会召开业主大会，並强行接管小区服务设施。
7月6日，业委会向逸帆物业发出交接函，要求其于收到函件后7日内退出小区并做资料交接。7月21日，业委会委员在街道办事处工作人员见证下当面要求原物业服务企业进行交接遭到拒绝。7月22日早上6时，万科物业再次接管小區，逸帆物业拒絕並與其发生冲突。
7月24日下午17點52分，有两辆中巴分别停靠在小区南北门，随即共约60名黑衣人下車並破坏拦车道闸，冲击小区物管处。黑衣人在小区物管处遭到安保人员的阻拦。在冲突过程中，一名安保被黑衣人袭击头部；另一名安保被踢伤倒地，其中一人受伤严重，头部被伤导致神志昏迷半小时。黑衣人中率先動手的為中源公司股東之一。
8月4日，中源公司和逸帆物業召開記者會，稱將以合同未到期為由起訴業委會。